# ソルテック
ソルテック株式会社（SORTEC）は、かつて存在した官民合同出資で設立された会社組織の研究所である。設立は1986年6月で、予定研究期間1996年3月まで、その目的はシンクロトロン放射光の利用技術の確立、特に、放射光を使ったフォトリソグラフィ技術の確立であった。出資者は基盤技術促進センターと住友電工、東芝、日立製作所、富士通、三菱電機、松下電器、日本電気、三洋電機、ソニー、シャープ、沖電気を含む関連企業計13社である。出資割合は、基盤技術研究促進センターが7割、関連企業13社が3割である。
ソルテックの放射光施設は筑波研究学園都市の筑波北部工業団地に設置されていて、SORTEC-1と呼ばれた電子加速エネルギー1GeVの電子蓄積リングが光源として設置されていた。光源機器は、1988年10月から1989年3月までの期間に設置が行われ、1989年9月29日に電子蓄積リングへの電子ビームの蓄積が可能となった。その後、蓄積電子ビームの電流値を設計値まで増加させるSR光源の立ち上げ作業やビームラインの立ち上げ等を経てフォトリソグラフィの実験のための利用運転が1990年4月に開始された。
その後、ソルテックの放射光施設の閉鎖に伴ってソルテックが設置していた光源装置は、タイに譲渡されタイにおける最初の放射研究施設であるタイ・シンクロトロン光研究所に移設され、電子エネルギーを1.2GeVにする改良が加えられ使用されている。